# Traité de Kiakhta
Le traité de Kiakhta (en russe : Кяхтинский договор Kjahtinskij dogovor ; chinois : 恰克圖條約 ; pinyin : Qiàkètú tiáoyuē ; mongol : Хиагтын гэрээ, Xiagtın gerê ; mandchou : ᠵᡠᠸᠠᠨ
ᡝᠮᡠ
ᡥᠠᠴᡳᠨ
ᡳ
ᠪᡳᡨᡥᡝ, en latin : Tractatus Kyakhtae) fut l'un des premiers traités signés entre l'Empire russe et l'Empire Qing. Il établit des accords commerciaux et fixa la frontière entre la Sibérie russe et les territoires Qing de Mongolie et de Mandchourie. Il fut signé par Tulišen et le comte Savva Vladislavitch (Ragouzinski) dans la ville frontière de Kiakhta, le 1er novembre 1727 (21 octobre du calendrier julien) et ratifié par le tsar Pierre II de Russie le 6 juin 1728.
Le traité de Kiakhta fixa la frontière sino-russe aux rivières Kiakhta et Argoun. Avec le traité de Nertchinsk (1689) et le traité d'Aigun (1858), il contribua à établir les frontières actuelles. Il traitait également des relations juridiques et commerciales entre les deux nations sur la frontière ; les sanctions pour des crimes spécifiques furent définies, y compris un article sur les échanges de fugitifs. En outre, les marchands russes, les comptoirs commerciaux ou assimilées bénéficiaient d'un certain degré d'extraterritorialité et d'exemption culturelle. Parmi les autres dispositions, ils étaient exemptés du tribut à l'empereur chinois. Le traité eut trois versions, une en russe, une en latin et une en mandchou, mais il n'en existe aucune version chinoise.
Le traité comprenait onze articles, dont les principaux traitaient des relations commerciales et immunités diplomatiques :
- Les articles I et XI parlaient de paix et de coopération éternelles entre les deux nations et précisaient la langue et l'organisation du reste du document.
- L'article II traitait de l'échange de fugitifs.
- Les articles III et VII fixaient les frontières ; seul le territoire bordant l'Ob, à l'est de la rivière Gorbitsa, n'était pas attribué. D'après le traité, le sort de ce territoire devait être déterminé ultérieurement par des ambassadeurs ou par l'échange de correspondances entre les capitales des deux nations.
- L'article VI traitait des relations commerciales ; ce traité, parmi d'autres, donnait à la Russie des avantages commerciaux bien supérieurs à ceux de la plupart des pays européens, dont les marchands venaient par mer à Canton.
- L'article V autorisait l'établissement d'une institution religieuse russe à Pékin.
- Les articles VI et IX précisaient les détails des relations diplomatiques entre les deux nations, chacune ayant un système complexe de bureaucratie et de protocole.
- Les articles VIII et X discutaient des méthodes et des procédures pour régler les conflits futurs.

## Voir également
- Savva Vladislavitch

## Source
- (en) Cet article est partiellement ou en totalité issu de l’article de Wikipédia en anglais intitulé « Treaty of Kyakhta (1727) » (voir la liste des auteurs).